# Deklinacja magnetyczna

Zmiany położenia izogon w ostatnich stuleciach

Deklinacja magnetyczna – kąt poziomy w danym miejscu na powierzchni Ziemi pomiędzy południkiem magnetycznym i geograficznym. Kąt ten podaje się jako wartość ze znakiem, zgodnie ze sposobem liczenia azymutu: odchylenie kierunku północy magnetycznej od kierunku północy geograficznej ku wschodowi jako kąt dodatni, odchylenie ku zachodowi jako kąt ujemny.
Deklinację magnetyczną oznacza się małą literą „d”. Algebraiczna suma deklinacji magnetycznej i dewiacji kompasu nosi miano całkowitej poprawki (cp = d + δ).
Deklinacja wywołana jest nie tylko położeniem bieguna magnetycznego Ziemi w innym miejscu niż biegun geograficzny, ale także lokalnymi warunkami magnetycznymi, jak np. położeniem niektórych rodzajów rud żelaza. Deklinacja magnetyczna jest parametrem zmiennym nie tylko ze względu na miejsce pomiaru, ale także jest zmienna w czasie z powodu stałego przemieszczania się magnetycznego bieguna Ziemi.
Deklinacja magnetyczna jest nanoszona na mapach magnetycznych i niektórych mapach geograficznych (głównie nawigacyjnych).
Deklinację magnetyczną można też ująć w sposób prostszy: jest to kąt opisujący przesunięcie bieguna magnetycznego względem geograficznego. Kąt ten jest wynikiem deklinacji (z j. łac.), czyli różnic w umiejscowieniu biegunów: geograficznego, czyli tego wyznaczonego przez człowieka na mapie, i magnetycznego, czyli punktu charakterystycznego naturalnego ziemskiego pola magnetycznego.
Zjawisko deklinacji magnetycznej było znane co najmniej od XV wieku, jednak Krzysztof Kolumb nie był go świadomy; możliwe, że za jego czasów deklinacja magnetyczna nie była brana pod uwagę podczas nawigacji.